# Saprinus rugipennis
Saprinus rugipennis är en skalbaggsart som beskrevs av Sylvain Auguste de Marseul 1855. Saprinus rugipennis ingår i släktet Saprinus och familjen stumpbaggar. Inga underarter finns listade i Catalogue of Life.